# Alophoixus
Genre
Alophoixus est un genre de passereaux de la famille des Pycnonotidae. Les espèces de ce genre sont appelées « bulbuls » et vivent en Asie du Sud-Est.

## Liste des espèces
D'après la classification de référence (version 11.1, 2021) du Congrès ornithologique international (ordre phylogénique) :
- Alophoixus phaeocephalus  (Hartlaub, 1844) – Bulbul à calotte grise
- Alophoixus frater  (Sharpe, 1877) – Bulbul de Sharpe
- Alophoixus tephrogenys  (Jardine & Selby, 1833) - Bulbul à joues grises
- Alophoixus ruficrissus  (Sharpe, 1879) - Bulbul à ventre marron
- Alophoixus bres  (Lesson, R, 1831) – Bulbul brès
- Alophoixus flaveolus  (Gould, 1836) – Bulbul flavéole
- Alophoixus ochraceus (Moore, F, 1858) – Bulbul ocré
- Alophoixus pallidus  (Swinhoe, 1870) – Bulbul pâle